# Valdecoxib
El valdecoxib es un fármaco antiinflamatorio no esteroideo que se usa en el tratamiento de la artrosis, la artritis reumatoide, y tanto los dolores menstruales como los síntomas de la menstruación. Se trata de un inhibidor selectivo de la COX-2 que se registró en 1995.